# Qutb Minar
Qutb Minar também chamado Qutab Minar ou Qutub Minar, é o minarete de tijolo mais alto do mundo, e um importante exemplo de arquitectura indo-islâmica. Fica em Déli, Índia. Foi declarado Património Mundial da Unesco em 1993. Mede 72,5 metros de altura. O diâmetro da base mede 14,3 metros enquanto que o diâmetro do chão do topo mede 2,75 metros.